# Offling
Offling ist ein Gemeindeteil von Altenmarkt an der Alz im oberbayerischen Landkreis Traunstein. Das Dorf, das 1987 68 Einwohner hatte, liegt circa drei Kilometer südsüdwestlich von Altenmarkt an der oberen rechten Hangkante des Alztales und ist über die Staatsstraße 2093 zu erreichen.

## Bevölkerungsentwicklung
| Jahr      | 1871 | 1925 | 1950 | 1970 | 1987 |
| Einwohner | 53   | 62   | 63   | 53   | 68   |

## Baudenkmäler
- Bauernhaus, erbaut 1787,
- Dreiseithof, erbaut 1893